# Spirito Santo alla Ferratella
Spirito Santo alla Ferratella är en kyrkobyggnad i Rom, helgad åt Den Helige Ande. Kyrkan är belägen vid Via Rocco Scotellaro i området Fonte Ostiense i södra Rom. Kyrkan, som konsekrerades år 1981, är sedan år 1988 titelkyrka.
Kardinalpräster
- Vincentas Sladkevičius (1988–2000)
- Ivan Dias (2001–2017)